# Agostino Oreggi
Agostino Oreggi (Santa Sofia, 1577 – Benevento, 12 de julho de 1635) foi um teólogo e cardeal católico italiano. Como teólogo pessoal do Papa Urbano VIII, esteve envolvido no Processo de Galileu Galilei.

## Vida
Agostino Oreggi nasceu em 1577 a pequena cidade de Santa Sofia, no Grão-ducado da Toscana, próximo da fronteira com Romanha. Seus pais eram de Bironico no cantão de Ticino, Suíça. Foi para Roma em 1594 a fim de estudar. Com o suporte do cardeal Roberto Belarmino graduou-se em filosofia e teologia no Colégio Romano, mantido pelos jesuítas, e obteve um doutorado em utroque iure. Foi "teólogo pessoal" do Cardeal Belarmino.
Em 1605, já um sacerdote, Oreggi foi para Faença, onde lecionou e entrou em contato com Maffeo Barberini (o futuro Papa Urbano VIII), legado papal de Bolonha de 1611 a 1614. Permaneceu em serviço de Maffeo Barberini como seu esmoler e teólogo.
Um momento decisivo na vida de Agostino Oreggi foi a elevação de Maffeo Barberini ao papado como Papa Urbano VIII em agosto de 1623. Em janeiro de 1624 tornou-se consultor (juiz) do Santo Ofício e membro da Congregação para o Clero. Trabalhou com seus colegas da Congregação para a Evangelização dos Povos na publicação de uma refutação da doutrina islâmica em 1625 e em 1630 para permitir que os jesuítas evangelizassem o Japão. Em 1633 fez parte de um comitê que estudou uma remodelação das dioceses na Irlanda, devido às perseguições lá sofridas pelos católicos.
Oreggi, juntamente com Melchior Inchofer e Zaccaria Pasqualigo, estudou o Diálogo sobre os Dois Principais Sistemas do Mundo de Galileu Galilei, e certificou que, com a publicação desse livro, Galileu violou a ordem recebida em 1616 de não manter, ensinar ou defender que o Sol fica parado no centro do mundo e a Terra se move.
Oreggi foi nomeado cardeal-presbítero com o título de S. Sisto no consistório de 28 de novembro de 1633, e no mesmo dia foi nomeado arcebispo de Benevento. Morreu em Benevento em 12 de julho de 1635 e foi enterrado na Catedral de Benevento.

## Obras
Dentre as obras de Oreggi estão: De Deo uno tractatus primo (1629); De individuo sacratissimae Trinitatis mysterio; De angelis; De opere sex dierum, um estudo sobre os primeiros cinco dias da criação, apoiando a ideia de que o conhecimento do homem sobre a realidade física é incerto; De sacrosancto incarnationis mysterio; Aristotelis vera de rationalis animae immortalitate sententia (1631), sobre a ortodoxia da doutrina de Aristóteles sobre a alma humana.